# Raymond du Temple
 Raymond du Temple , né et actif au XIVe siècle, mort à la fin de 1403 ou au début de 1404, est un architecte français. Il a été architecte du roi Charles V durant le règne de ce dernier. Il était également sergent d'armes, corps de gentilshommes institué par Philippe Auguste pour la garde personnelle du roi et maçon juré de Notre-Dame de Paris.

## Biographie

### Débuts
Raymond du Temple apparaît dans le registre capitulaire de la cathédrale de Paris à la date du 28 juin 1359 : il est associé à Jean le Bouteiller, neveu de Jean Ravy, qui finit la clôture du chœur. Il lui succède comme maître d'œuvre de la cathédrale de Paris le 17 juillet 1363.
En 1362, il est désigné comme « maçon » du duc de Normandie qui devient le roi Charles V en avril 1364.

### Maître des œuvres de maçonnerie du roi
Le roi en fait son maître des œuvres de maçonnerie dans la prévôté de Paris le 22 avril 1364.
Raymond Du Temple a alors participé à tous les projets ambitieux de ce roi bâtisseur pour lequel Christine de Pisan a pour la première fois en français utilisé le mot « architecteur » :
- le château du Louvre[1] transformé en palais pour remplacer le Palais de la Cité comme résidence du roi,
- l'hôtel de Saint-Pol, résidence du roi,
- le château de Vincennes, conçu par le roi comme une véritable cité regroupant son administration en dehors de Paris et la Sainte-Chapelle de Vincennes,
- le château de Montargis à partir de 1376, où il a construit la « grande salle d'armes » et une nouvelle chapelle. À la fin des travaux on y pose en 1380 une des premières horloges de France.

Proche de Charles V, ce dernier lui a donné le titre de sergent d'armes du roi.
La mort du roi Charles V n'a pas interrompu sa carrière. Il a continué son office de maître des œuvres du roi pour Charles VI. En 1383, il est désigné sous le titre de « maître des œuvres du roi ». Charles VI peut aussi le désigner comme son « maître des œuvres » ou « maître de nos œuvres de maçonnerie ». Raymond Du Temple se désigne comme « maître maçon du roi ». En 1388, dans un acte du parlement de Paris, il est désigné comme « maistre maçon des œuvres du roy par tout son royaume ». Il est le seul avoir eu un tel titre.
Le maître d'œuvre du roi avait une activité très importante nécessitant des déplacements assez éloignés pour l'époque. Par exemple, en 1396, les historiens ont noté :
- le 12 avril, il est avec le maître charpentier du roi, Robert Foucher, au port d'Harfleur, pour visiter le chantier du port et ordonner les constructions à faire,
- du 22 au 29 juin, on le trouve à Sully-sur-Loire où il se rend accompagné d'un maçon et doit indiquer l'emplacement du château que veut faire construire Guy de La Trémoille,
- à l'automne, il est sur le chantier du château de Vincennes où il s'occupe de la construction de la Sainte-Chapelle dont il est le concepteur,
- l'historien Paul Sauval a noté qu'il dirige la même année des travaux de reconstruction du Petit-Pont à Paris.

En 1395, il installe le tombeau de Bertrand Du Guesclin à l'abbatiale de Saint-Denis.

### Maître d'œuvre particulier
Sa renommée l'a fait appeler par des seigneurs de l'entourage du roi :
- en 1375, pour la famille de Dormans, il est « ordeneur et deviseur » du collège de Dormans-Beauvais et construit la chapelle Saint-Jean-l'Évangéliste,
- en 1383, c'est le duc de Bourgogne Philippe Le Hardi qui fait appel à lui. Il lui demande en 1384 d'aller visiter les travaux du château de Rouvres avec Drouet ou Dreux de Dammartin. En 1385 il visite la chartreuse de Champmol en cours de construction. Puis, entre 1387 et 1390, il fait quatre voyages sur le chantier du château de l'Écluse (aujourd'hui Sluis, aux Pays-Bas), en Flandre,
- il fut aussi appelé par le duc Louis d'Orléans pour diriger les travaux d'embellissement de ses hôtels parisiens ainsi que la chapelle des Célestins, entre 1390 et 1400.
- en 1396, c'est Guy VI de La Trémoille qui lui demande de concevoir le château de Sully-sur-Loire.

### Évolution du métier de maître d'œuvre du roi
Il n'y a pas de texte datant du règne de Charles V sur les fonctions que devaient remplir les maîtres d'œuvre du roi. Cependant il existe une ordonnance rédigée par Philippe de Valois pour les années 1349-1350 précisant ces fonctions :
- « ils feront le devis »,
- « ils feront faire les travaux à tâche ou à journées ».

Après que le Dauphiné est rattaché au fils aîné du roi de France, un document de la Chambre des comptes du Dauphiné précise les fonctions du maître des œuvres qui a dû reprendre un texte équivalent parisien. Ce texte prévoit que le maître d'œuvre :
- faire l'inspection et l'expertise des bâtiments,
- rédiger des rapports donnant les détails des réparations nécessaires,
- donner les devis du coût estimé des travaux à réaliser,
- transmettre ses rapports au trésorier de la Chambre des comptes qui décide d'engager ou non les travaux,
- donner les travaux « au rabais », les surveiller et en faire la réception.

Raymond Du Temple a assez rapidement vu sa position renforcée. En 1375, il siégea au Conseil du roi qui s'était réuni pour discuter des travaux à faire sur les fortifications de Mantes après qu'il les eut inspectées. À cette réunion participait Mouton de Blainville, maréchal de France, Nicolas Braque, trésorier du roi et Jean Le Mercier, trésorier des guerres. Les travaux ont été réalisés sous la direction de Jean Auxtabours, maître des œuvres de maçonnerie du bailliage de Mantes.
Les maîtres des œuvres du roi étaient payés 4 sous parisis par jour, soit 74 livres 8 sous par an. C'est un salaire assez faible quand on le compare à celui d'un officier de la Chambre des comptes qui recevait 400 livres parisis par an. En plus de ces appointements, Raymond Du Temple a reçu des gratifications de la part du roi et des princes ou particuliers qui utilisaient ses services.
Le suivi de la carrière de Raymond Du Temple pendant quarante ans montre l'évolution de la fonction de maître d'œuvre du roi qui se dégage progressivement de la participation à l'exécution des ouvrages à une fonction de conception, de suivi et de contrôle qui s'apparente au métier d'architecte. On sait que cette modification du travail de maître d'œuvre lui permettant d'intervenir sur plusieurs chantiers réalisés en même temps n'a été possible que par la production de plans qui devaient suivre les maçons. Aucun document de la main de Raymond du Temple n'est parvenu, sauf la mention dans un texte du XVIe siècle de deux feuillets et du devis des travaux de l'hôtel de Bohême commandé par Louis d'Orléans à Raymond Du Temple.

Progressivement, se sont mis en place une division entre le concepteur d'un ouvrage et le maçon, maître des œuvres, qui assure la direction des travaux.
Participant aux conseils du roi traitant des fortifications du royaume après la reprise des combats avec l'Angleterre, il a participé à l'évolution de la conception de ces ouvrages leur permettant de répondre au développement de l'artillerie dans l'attaque des remparts. Bien que les textes manquent pour pouvoir lui en attribuer la paternité, il a très probablement participé à la conception du Martelet et de la Tour Neuve du château de Loches, de la tour de l'Horloge du château de Chinon, ou de la Bastille à Paris, et des châteaux élevés ou transformés à partir de 1392 par Louis d'Orléans pour protéger son comté de Valois face aux ambitions des ducs de Bourgogne : Pierrefonds, La Ferté-Milon, Coucy, Villers-Cotterêts.
Dans l'architecture civile, il a fait évoluer la conception des châteaux pour les rendre plus confortables en créant galeries, antichambres, chambres, garde-robes, chambres de parade, cabinet, retrait. Dans la Grande Vis du château du Louvre, il fait de cet ouvrage utilitaire par lequel tout visiteur doit passer un monument à la gloire de la famille royale et de la monarchie capétienne.

## Réalisations

### Montargis
- Grande salle des armes et chapelle du château

### Paris
- À la Cathédrale Notre-Dame, Raymond du Temple prend la suite de Jean le Bouteiller et achève la clôture du chœur
- En 1360, aménagement du château du Louvre afin de le transformer en résidence pour le roi Charles V. Les ailes sud et ouest sont surélevées, des fenêtres à meneaux sont ouvertes dans la façade, des tourelles sont ajoutées. Un nouveau logis est construit pour accueillir les appartements royaux situés aux 1er et 2e étages, desservis par un grand escalier à vis hélicoïdal nommé "la Grande vis du Louvre", célèbre et par sa dimension et par son décor sculpté (la famille royale y était représentée). Sauval en a fait la description à partir des registres de la Chambre des Comptes : 83 marches de 1/2 pied chacune pour la grande vis (13,30 m) et 41 marches pour la petite vis (6,60 m), soit dix toises et demie de hauteur totale (20 mètres). Il précise que pour construire la vis il acheta à Thibault de la Nasse, marguillier de l'église du cimetière des Innocents vingt pierres tombales le 27 septembre 1365 pour 14 sols parisis pièce et qu'il fit tailler par Pierre Anguerrand et Jean Colombel pour servir de pallier. L'escalier était placé hors ouvrage, dans la cour, décoré de dix grandes statues couvertes d'un dais. Au premier étage, de part et d'autre de la porte, étaient sculptés des sergents d'armes réalisées par Jean de Saint-Romain. Jean de Liège réalisa les sculptures du roi et de la reine, Jean de Launay et Jean de Saint-Romain, celles du duc d'Orléans et du duc d'Anjou, Guy de Dammartin, les ducs de Berry et de Bourgogne. Il y avait aussi les sculptures de la Vierge et de saint Jean[2].
- Aménagement de l'Hôtel Saint-Pol pour le roi Charles V
- Chapelle d'Orléans de l'église des Célestins, construite pour Louis Ier d'Orléans, frère du roi Charles VI
- Bâtiments et chapelle du collège de Dormans-Beauvais à Paris, rue Jean-de-Beauvais. Si les bâtiments ont disparu, la chapelle subsiste, aujourd'hui affectée au culte orthodoxe roumain
- Reconstruction du Petit-Pont à Paris détruit en 1393. Il sera à nouveau détruit par une crue en 1408

### Château de Saint-Germain-en-Laye
- En 1367, reconstruction pour le roi Charles V du château fort incendié par le Prince Noir en 1336[3]. Le donjon est englobé dans le château construit par François Ier au XVIe siècle.

### Sully-sur-Loire
- Donjon du château, à la demande de Guy VI de la Trémoille

### Vincennes
- Achèvement du donjon du château
- Sainte-Chapelle du Château de Vincennes. Le plan est inspiré de celui de la Sainte-Chapelle de Paris, mais ne comprend qu'un seul niveau
- Enceinte du château

Château royal du Vivier en Brie
Tour du gouverneur qui servira ensuite de modèle pour les tours d'enceinte du château de Vincennes, et la courtine de la tour du gouverneur ainsi que la courtine de la sainte chapelle
Tour Charles V et sa courtine 
Deuxième enceinte du château et les communs

## Raymond Du Temple et sa famille
L'épouse de Raymond Du Temple s'appelait à Gilette. Ils ont eu deux fils connus : Charles Du Temple, l'aîné, et Jehan Du Temple.

Ensemble, ils possédaient plusieurs maisons. Ils habitaient en 1386 une maison à l'enseigne de « l'Écu de France » devant le parvis de la cathédrale, peut-être une propriété du chapitre de la cathédrale et mise à la disposition de son maître d'œuvre. Jehan l'occupa après la mort de ses parents.

Par ailleurs Raymond Du Temple possédait deux carrières de pierre dans le quartier Saint-Médard et fournissait le marché parisien, mais il les a revendues dès 1381.
Charles Du Temple est mentionné dans l'ordonnance de l'Hôtel du roi de 1389 comme un notaire secrétaire du roi.

Le cadet Jehan a pris la succession de son père à sa demande comme maître des œuvres du roi par décision du roi Charles VI datée du 18 avril 1402, mais le roi précisa que Raymond Du Temple « le exerce toujours tant comme il vivra, toutefoiz qu'il lui plaira, et ledit maistre Jehan, son filz, avecques luy ». Jehan Du Temple fut nommé maître des œuvres de maçonnerie du roi le 11 mai 1402 et prêta serment le 31 juillet 1402. Cependant la carrière de Jehan n'a pas été aussi exceptionnelle que celle de son père, car il est remplacé par Henri Bricet, le octobre 1414.
Des rapports confiants, voire d'amitié, ont lié le roi et son architecte; ainsi, Charles V était le parrain du fils aîné de Raymond du Temple, Charles, qui devait entrer au service du roi et lui versa, durant ses études à Orléans, une pension de 200 francs or en 1377.

## Le milieu artistique et technique
Les différents chantiers qu'il mena pour le roi, en particulier le chantier du Louvre, Grande Vis et la chapelle royale à partir de 1365, ont amené Raymond Du Temple à rencontrer plusieurs personnages qui ont eu une carrière artistique :
- les frères Dammartin (ou Dampmartin) qui ont travaillé sur la grande vis du château du Louvre : Guy de Dammartin, maître des œuvres du duc Jean de Berry, et Drouet de Dammartin, maître des œuvres du duc de Bourgogne, Philippe le Hardi,
- le sculpteur Jean de Liège, qui fut un ami qui lui légua un gobelet en argent doré en 1382,
- le sculpteur Jean de Saint-Romain,
- le « général visiteur des œuvres » Philippe Ogier,
- les maîtres des œuvres de charpenterie du roi successifs, Jacques Bardel dit de Chartres et Robert Foucher ou Fouchier.

Il eut aussi une longue complicité avec Jehan Amyot, payeur des œuvres du roi pendant quarante ans.